# Aula Pedagógica de la Fundación Ciclista Euskadi
El Aula Pedagógica de la Fundación Euskadi es una instalación situada en Derio (Vizcaya, España).
Destinada a fomentar la educación vial y el uso de la bicicleta entre los escolares, cada año pasan por ella alrededor de 3.600 niños de ambos sexos de manera gratuita, siendo el único requisito que su colegio tenga actualizado el seguro escolar. Cuenta con un aula para las explicaciones, un taller y vestuarios con duchas, dado que la visita incluye un circuito en bicicleta por los alrededores.
Fue abierta en octubre de 1998, cuando tras la entrada de Euskaltel como patrocinador de su equipo ciclista la Fundación pasó a tener una mejor situación económica. El recinto, el primero de sus características en España, contó con el apoyo económico del Gobierno Vasco y la Diputación Foral de Vizcaya, y a su inauguración acudieron entre otros el consejero vasco de Interior, Juan María Atutxa, y los exciclistas Miguel Induráin, Marino Lejarreta y Julián Gorospe.
Inicialmente coordinada por el recién retirado Arsenio González, su actual responsable es la también exciclista Dorleta Zorrilla.